# Aoi Hana
Aoi Hana - The sweet blue flowers (青い花?, Aoi hana, lett. "Fiore azzurro") è un manga yuri scritto ed illustrato da Takako Shimura e pubblicato a partire dal 17 novembre 2004 al 6 luglio 2013. Nel 2009 lo studio di animazione J.C.Staff ha prodotto una serie televisiva anime in 11 episodi trasmessa sul network televisivo giapponese Fuji TV a partire dal 1º luglio al 9 settembre 2009. In Italia il manga venne distribuito da Renbooks l'8 agosto 2015 interrompendolo al secondo volume pubblicato il 25 gennaio 2016.
La storia vede come protagonista Fumi, una ragazza lesbica che frequenta il liceo, assieme alla sua più cara amica d'infanzia Akira.

## Trama
Akira, studentessa di scuola superiore, appena entra all'accademia femminile Fujigaya incontra la sua vecchia amica Fumi che non vedeva da più di 10 anni e riprende i contatti con lei. Fumi sta frequentando l'istituto Matsuoka ed ha appena fatto amicizia con un'altra studentessa di nome Yasuko.
Akira intanto si unisce al club di teatro con la sua amica e compagna di classe Kyoko, la quale si ritrova ad essere segretamente innamorata della bella Yasuko, più grande di 3 anni, anche se questa non fa altro che guardarla dall'alto in basso. Akira incontrerà poi anche l'attuale fidanzato di Kyoko, Ko.
Dopo un po' di tempo Yasuko e Fumi iniziano a fare coppia fissa e quest'ultima fa coming out di fronte ad Akira. Nel frattempo, in preparazione per il festival d'arte drammatica, si sta lavorando ad un adattamento di Cime tempestose: anche Fumi, assieme alle compagne Yoko, Misako, Miwa e Motegi, dà il suo contributo.
In seguito Fumi viene a sapere che la sorella maggiore di Yasuko, Kazusa, sta per sposare un insegnante, Masanori, di cui Yasuko era stata innamorata: a seguito di ciò le due ragazze interrompono il loro rapporto. Yasuko decide poi di andare all'università a Londra; Miwa comincia ad uscire col fratello maggiore di Akira, Shinobu, mentre Fumi confessa all'amica d'infanzia d'esser stata il suo primo vero grande amore, con gran imbarazzo di Akira.
Appena Akira e le amiche entrano nel loro 2º anno di liceo, un'energica studentessa del 1º anno di nome Haruka inizia a far parte del club drammatico della scuola; Akira ha come nuova compagna di classe una ragazza alta ed affascinante di nome Ryoko. Intanto Fumi e Haruka divengono amiche, e quest'ultima le confida i suoi sospetti riguardo alla sorella maggiore Orie; è sempre più convinta che a lei piacciano le donne.
Non sapendo come comportarsi con la nuova compagna, Fumi chiede consiglio ad Akira, col risultato di finire invece a confessare all'amica di sempre il suo amore: giunte alle vacanze estive, Akira, dopo averci pensato a lungo e a fondo, suggerisce a Fumi di provare ad uscire insieme come vere e proprie fidanzate.

## Personaggi
Fumi Manjome  (万城目 ふみ ?, Manjōme Fumi)
Studentessa del 1º anno all'istituto femminile Matsuoka, una ragazza alta e slanciata, timida e incline al pianto. Dopo esser tornata nella città in cui era cresciuta incontra la sua amica d'infanzia Akira; da bambine Akira giocava a far la guardia del corpo dell'amica, consolandola quando piangeva e standole sempre vicino.
Fumi ha da un po' di tempo preso sempre più coscienza del fatto d'esser attratta dalle altre ragazze; ha avuto il suo 1º rapporto romantico con una sua cugina più grande, Chizu. Poco dopo aver scoperto che questa s'è appena sposata con un uomo, avviene il suo incontro con Yasuko al club di letteratura. Fumi sviluppa immediatamente una cotta per la compagna più grande e le chiede di uscire insieme.
Akira Okudaira  (奥平 あきら ?, Okudaira Akira)
Soprannominata Ah-chan dalle amiche, è una ragazza innocente ed allegra che frequenta il 1º anno all'Accademia Fujigawa. Incontrerà dopo più di 10 anni la sua cara amica d'infanzia Fumi, comportandosi con lei come principale fonte di consigli e sostegno morale. In seguito si unisce al club drammatico perché anche la sua amica Kyoko ne fa parte.
Ha un fratello maggiore di nome Shinobu che frequenta il college; egli è costantemente preoccupato per la sorella, volendo accompagnarla in automobile ovunque vada ed arrivando fino a pedinarla. Akira è spesso molto infastidita da questo comportamento del fratello e dalla sua iperprotettività.
Yasuko Sugimoto ( 杉本 恭己?,  Sugimoto Yasuko)
Una delle ragazze più popolari del 3º anno alla Matsuoka. Capitano della squadra di basket, incontra per la 1ª volta Fumi al club di letteratura ed in seguito si metteranno assieme. Però Yasuko svilupperà forti sentimenti amorosi per un insegnante della Fujigaya che funge anche da consulente del club drammatico.
Ha tre sorelle maggiori che hanno frequentato tutte l'identica scuola, Shinako (a cui piace scherzare e prendere sempre in giro Yasuko), Kazusa (dalla personalità gentile, che per un breve periodo ha lavorato come insegnante d'arte al Fujigaya, appena ottenuta la laurea, dove ha anche conosciuto il suo futuro marito Masanori) e Kuri, una ragazza popolare dalla personalità schietta e decisa.
Kyoko Ikumi  (井汲 京子 ?, Ikumi Kyōko)
Una ragazza spericolata che ha occhi solamente per Yasuko; è nella stessa classe di Akira e anche lei frequenta il club drammatico. Per il fascino che emana è chiamata "La Principessa"; abile nel cucito e nelle materie artistiche, ma se la cava bene anche nel tennis. Ufficialmente fidanzata con un ragazzo di nome Ko che frequenta il college.
Misako Yasuda  (安田 美沙子 ?, Yasuda Misako), Yoko Hon'atsugi (本厚木 洋子?, Hon'atsugi Yōko), Miwa Motegi  (茂木 美和 ?, Motegi Miwa)
Tre compagne di classe di Fumi e membri del club drammatico, soprannominate rispettivamente Yassan, Pon e Mogii. Misako ha folte sopracciglia, capelli crespi e si veste come fosse ancora una bambinetta; le piace mettere alla prova il coraggio delle persone che si trova davanti o spaventarle raccontando truci storie di fantasmi.
Yoko ha una personalità schietta e brillante, porta i capelli corti a caschetto; è un po' goffa e si affanna inutilmente a competere con Kyoko nel tennis.
Miwa ha una personalità dolce ed aggraziata, porta i capelli ondulati lunghi fino alle spalle, anche se a volte li tiene raccolti; è l'unica ad esser messa in una classe separata dalle amiche al 2º anno. Si interessa sempre più al fratello maggiore di Akira, Shinobu: i due inizieranno poi una relazione.
Haruka Ono (大野 春花?, Ōno Haruka)
Studentessa di un anno più giovane rispetto a Fumi e Akira, entra subito a far parte anche lei al club drammatico. Ha una personalità accattivante che le rende facile far amicizia con tutti, anche se poi risulta essere incline a commettere stupidi errori di valutazione. Ha una sorella più grande, Orie, la quale ha una relazione segreta con Hinako, soprannominata Hina, insegnante di scienze alla Fujigaya: le due si conoscono fin dal tempo del liceo.
Ryoko Ueda  (上田 良子 ?, Ueda Ryōko?)
Studentessa che diviene compagna di classe di Akira al 2º anno. Ha una personalità dolce e pacifica, le piace leggere e diverrà l'aiuto bibliotecaria della scuola.

## Colonna sonora
Sigla di apertura
- Aoi Hana (青い花?), testo e musica di Yukari Yamazaki, arrangiamento di Kukikodan, cantata da Kukikodan

Sigla di chiusura
- Centifolia (センティフォリア?), testo di Ceui, musica e arrangiamento di Kotaro Kodaka, cantata da Ceui

## Episodi
| Nº | Titolo italiano (traduzione letterale) Giapponese 「Kanji」 - Rōmaji      | In onda          | In onda |
| Nº | Titolo italiano (traduzione letterale) Giapponese 「Kanji」 - Rōmaji      | Giapponese       |         |
| 1  | Storia di un fiore 「花物語」 - Hana monogatari                           | 1º luglio 2009   |         |
| 2  | Tempesta di primavera 「春の嵐」 - Haru no arashi                         | 8 luglio 2009    |         |
| 3  | Svegliarsi al mattino 「朝目覚めては」 - Asa mezamete wa                  | 15 luglio 2009   |         |
| 4  | La bellezza della gioventù 「青春は美わし」 - Seishun wa utsuwashi        | 22 luglio 2009   |         |
| 5  | Cime tempestose (parte 1) 「嵐が丘 前編」 - Arashi ga oka (Zenpen)        | 29 luglio 2009   |         |
| 6  | Cime tempestose (Parte 2) 「嵐が丘（後編）」 - Arashi ga oka (Kōhen)      | 5 agosto 2009    |         |
| 7  | Quando le giovani foglie germogliano 「若葉のころ」 - Wakaba no koro      | 12 agosto 2009   |         |
| 8  | L'amore è cieco 「恋は盲目」 - Koi wa mōmoku                              | 19 agosto 2009   |         |
| 9  | Sogno di una notte di mezza estate 「夏の夜の夢」 - Natsu no yoru no yume | 26 agosto 2009   |         |
| 10 | Il principe felice 「幸福の王子」 - Kōfuku no ōji                         | 2 settembre 2009 |         |
| 11 | Fuochi d'artificio in inverno 「冬の花火」 - Fuyu no hanabi               | 9 settembre 2009 |         |

## Doppiaggio
| Personaggio              | Doppiatore giapponese                      |
| ------------------------ | ------------------------------------------ |
| Fumi Manjoume            | Ai Takabe                                  |
| Akira Okudaira           | Yuko Gibu                                  |
| Miwa Motegi              | Aki Toyosaki                               |
| Yoshie Manjoume          | Ayumi Fujimura                             |
| club member A            | Ayumi Fujimura                             |
| Hindley                  | Ayumi Fujimura                             |
| Yasuko Sugimoto          | Chiemi Ishimatsu                           |
| Chizu Hanashiro          | Fuyuka Oura                                |
| Yamabuki                 | Fuyuka Oura                                |
| Sakiko Okudaira          | Junko Kitanishi                            |
| Masanori Kagami          | Kenji Hamada                               |
| Kuri Sugimoto            | Mai Nakahara                               |
| Shinako Sugimoto         | Mamiko Noto                                |
| Akio Manjoume            | Mitsuru Ogata                              |
| Ayako Kawasaki           | Ryoko Ono                                  |
| Yoko Hon'atsugi          | Sayuri Yahagi                              |
| Shinobu Okudaira         | Shinji Kawada                              |
| Ko Sawanoi               | Shintarō Asanuma Akiko Tanaka (da giovane) |
| Yoshimichi Okudaira      | Tsutomu Densaka                            |
| Kyouko Ikumi             | Yoshiko Horie                              |
| Misako Yasuda            | Yuka Iguchi                                |
| Kazusa Sugimoto          | Yukari Fukui                               |
| club member A            | Akiko Tanaka                               |
| father                   | Atsushi Ono                                |
| club member C            | Izumi Kitta                                |
| salesclerk               | Izumi Kitta                                |
| waitress                 | Izumi Kitta                                |
| child                    | Kana Hanazawa                              |
| primary school student A | Kana Hanazawa                              |
| The Little Prince        | Kana Hanazawa                              |
| club member F            | Kana Uetake                                |
| Kaori Ueno               | Kanae Oki                                  |
| Fumi's grandmother       | Kiyoko Miyazawa                            |
| child                    | Mako                                       |
| primary school student B | Mako                                       |
| The Flower               | Mako                                       |
| female teacher           | Mina Kobayashi                             |
| helper                   | Mina Kobayashi                             |
| club member A            | Misaki Sekiyama                            |
| club member B            | Misaki Sekiyama                            |
| female teacher           | Misaki Sekiyama                            |
| student                  | Misaki Sekiyama                            |
| theatre club member      | Misaki Sekiyama                            |
| Ogino                    | Nobuaki Kanemitsu                          |
| Hanae                    | Sachiko Kojima                             |
| Amy                      | Satomi Akesaka                             |
| club member C            | Satomi Akesaka                             |
| female student           | Satomi Satou                               |
| Fujigaya student         | Satomi Satou                               |
| Kudou                    | Satomi Satou                               |
| Meg                      | Satomi Satou                               |
| student                  | Satomi Satou                               |
| mother                   | Shōko Tsuda                                |
| Chizu's fiance           | Shunzou Miyasaka                           |
| English teacher          | Shunzou Miyasaka                           |
| friend A                 | Shunzou Miyasaka                           |
| Kaori Miura              | Tomoko Nakamura                            |
| teacher                  | Tsutomu Aoki                               |
| old clerk                | Tsuyoshi Aoki                              |
| club member E            | Yoriko Nagata                              |
| nun                      | Yuka Saitou                                |
| club member B            | Yuka Tanishita                             |
| club member D            | Yuka Tanishita                             |